# 加热萨乡
加拉萨乡，又名恰莎，是中国西藏自治区墨脱县下辖的一个乡，位于县境北部，是墨脱县的三个偏远乡之一。2008年，下辖7个村委会：加拉萨村、达昂村、根邦村、曾久村、龙列村、拉贡村、久当卡村。